# Nemaconia
Nemaconia é um género botânico pertencente à família das orquídeas (Orchidaceae).